# Энкель, Оскар Карлович
О́скар Ка́рлович Э́нкель (нем. Oscar Paul Enckell, 2 марта 1878, Санкт-Петербург, Российская империя — 5 ноября 1960, Хельсинки, Финляндия) — русский, финский военный деятель, генерал-лейтенант. Младший брат Карла Энкеля.

## Биография
Сын директора Финляндского кадетского корпуса, генерала от инфантерии Карла Карловича Энкеля. По вероисповеданию лютеранин. Образование получил в Финляндском кадетском корпусе, директором которого был его отец. В службу вступил 3 марта 1895 г. Выпущен подпоручиком в лейб-гвардии Семёновский полк. Поручик с 13 августа 1901. В 1903 окончил Николаевскую академию Генерального штаба по первому разряду. С 23 мая 1903 — штабс-капитан гвардии с переименованием в капитаны Генерального штаба. Цензовое командование ротой отбывал в 105-м пехотном Оренбургском полку с 28 октября 1903 по 7 октября 1904.
Участник русско-японской войны. С 19 октября 1904 — помощник старшего адъютанта Управления генерал-квартирмейстера 2-й Манчжурской армии. С 29 декабря 1905 — старший адъютант штаба 13-й пехотной дивизии.
С 4 апреля 1907 — помощник делопроизводителя Главного управления Генерального штаба. Подполковник с 6 декабря 1908, полковник с 25 марта 1912. C 9 апреля 1913 — делопроизводитель ГУГШ. Руководил Особым делопроизводством (разведки и контрразведки). С 28 января 1914 года военный агент в Италии. В годы первой мировой войны внёс большой вклад в организацию координации боевых действий и обмену разведданными по вооруженным силам Австро-Венгрии между двумя странами, а также в размещение российских военных заказов на предприятиях Италии (винтовки, патроны, автомобили «Fiat», авиамоторы, прожекторное оборудование, некоторое количество артиллерийских орудия и т.д.)
После революции 1917 года вступил в Вооруженные силы Финляндии. В 1919 — начальник береговой обороны. В 1919—1924 — начальник Генерального штаба вооруженных сил Финляндии. Начал строительство укреплений на Карельском перешейке, которые впоследствии получили название Линии Маннергейма. Был членом финской делегации на переговорах о статусе Аландских островов. В 1924 году вышел в отставку.
Во время Зимней войны — специальный представитель главнокомандующего Маннергейма в Париже и Лондоне по вопросу иностранных добровольцев. Во время советско-финской войны 1941—1944 годов — снова специальный представитель Маннергейма в Париже и Лондоне. В 1944 был одним из финских представителей при заключении Московского перемирия с СССР.

## Награды
- Орден Святой Анны 4-й степени (1906);
- Орден Святого Станислава 3-й степени с мечами и бантом (1906);
- Орден Святой Анны 3-й степени (1907);
- Орден Святого Станислава 2-й степени (1908);
- Орден Святой Анны 2-й степени (06.12.1911);
- Орден Святого Владимира 3-й степени (06.12.1913).